# سزار (سیاره میمون‌ها)

اندی سرکیس در نقش سزار

سزار یک شخصیت خیالی در مجموعه سیاره میمون‌ها است. او رهبر میمون‌ها در سه قسمت اول است. سزار توسط رادی مک داوال در فتح سیاره میمون‌ها (۱۹۷۱) و نبرد برای سیاره میمون‌ها (۱۹۷۳) به تصویر کشیده شده‌است. بعداً اندی سرکیس این شخصیت را در سری‌هایی شامل ظهور سیاره میمون‌ها (۲۰۱۱) طلوع سیاره میمون‌ها (۲۰۱۴) و جنگ برای سیاره میمون‌ها (۲۰۱۷) به تصویر می‌کشد.
سزار یک شامپانزه تکامل یافته‌است که رهبر ارتش میمون‌ها است. در سری اصلی، سزار پسر بیولوژیکی کورنلیوس و زیرا، شوهر لیزا، و پدر کورنلیوس دوم است. در سریال باز راه اندازی شده شده، او پسر آلفا و چشمان روشن، فرزندخوانده ویل رادمن و کارولین آرانا و پدر چشمان آبی و کورنلیوس است. سزار پس از مرگ مادرش توسط ویل و کارولین بزرگ می‌شود، اما پس از حمله به همسایه مجبور می‌شود در اسارت زندگی کند.
سزار بعداً با انتشار ویروس مرگبار ALZ-113، که برای جمعیت انسانی خطرناک است، اما نه برای میمون‌ها، میمون‌های همکار خود را در شورش علیه متجاوزان و پلیس رهبری می‌کند. سزار بر جامعه میمون‌های باهوش خود تسلط دارد و در عین حال مجبور است با تهدید جنگ علیه بازماندگان انسانی که به دلیل بیماری همه‌گیر معروف به آنفولانزای سیمیان رو به انقراض پیش رفته‌اند، مقابله کند.